# Опсада Акре (1799)
Опсаду Акре извршио је 1799. године Наполеон Бонапарта током своје инвазије на Сирију. Опсада је један од ретких Наполеонових пораза.

## Опсада
Стратешки положај Акре био је значајан јер је град доминирао путем између Египта и Сирије, а такође је представљао и значајну луку на Средоземном мору. Наполеон се надао да ће освајањем Акре подстакнути побуну против османске власти у Сирији. Опсада је отпочела 20. марта. Наполеон је рачунао да ће град освојити након двонедељне опсаде. Међутим, способни османски заповедник Џазар Ахмед-паша издржао је месец дана. Британска флота којом је командовао Сиднеј Смит је притекла браниоцима у помоћ, достављајући им топове за одбрану. Османлије су очекивале помоћ и са Родоса. Са друге стране, француски логор погодила је куга која је однела око 2000 војника. Наполеон је очекивао помоћ либијског владара Башир-Шихаба II. Он је, међутим, остао неутралан. Наполеон је 21. маја принуђен да подигне опсаду и да се са војском повуче у Египат. Тиме је Наполеонова кампања у Сирији пропала.